# Oeneis elsa
Oeneis elsa är en fjärilsart som beskrevs av Jules Leon Austaut 1895. Oeneis elsa ingår i släktet Oeneis och familjen praktfjärilar. Inga underarter finns listade i Catalogue of Life.